# الانتخابات في ألمانيا
تشمل الانتخابات في ألمانيا انتخابات البوندستاغ ( البرلمان الاتحادي الألماني)، ووالبرلمانات المختلفة للولايات، والانتخابات المحلية.
تحكم العديد من المقالات في عدة أجزاء من القانون الأساسي لجمهورية ألمانيا الاتحادية الانتخابات وتضع متطلبات دستورية مثل الاقتراع السري، وتشترط إجراء جميع الانتخابات بطريقة حرة ونزيهة. يشترط القانون الأساسي أيضاً أن تسن الهيئة التشريعية الاتحادية قوانين اتحادية مفصلة لتنظيم الانتخابات ؛ قانون / قوانين الانتخابات. إحدى هذه المواد هي المادة 38، المتعلقة بانتخاب النواب في البوندستاغ الاتحادي. تنص المادة 38.2 من القانون الأساسي على حق الاقتراع العام: «يحق لأي شخص بلغ سن الثامنة عشرة التصويت ، ويجوز انتخاب أي شخص بلغ سن الرشد».
الانتخابات الفيدرالية الألمانية هي لجميع أعضاء البوندستاغ، والتي بدورها تحدد من هو مستشار ألمانيا. أجريت الانتخابات الفيدرالية في 2009 و2013 و2017 .

## الانتخابات الألمانية 1871-1945

### الانتخابات الإمبراطورية
- الأولى الانتخابات الفيدرالية الألمانية 1871
- الانتخابات الفيدرالية الألمانية 1874
- الانتخابات الفيدرالية الألمانية 1877
- الانتخابات الفيدرالية الألمانية 1878
- الانتخابات الفيدرالية الألمانية 1881
- الانتخابات الفيدرالية الألمانية 1884
- الانتخابات الفيدرالية الألمانية 1887
- الانتخابات الفيدرالية الألمانية 1890
- الانتخابات الفيدرالية الألمانية 1893
- الانتخابات الفيدرالية الألمانية 1898
- الانتخابات الفيدرالية الألمانية 1903
- الانتخابات الفيدرالية الألمانية 1907
- الانتخابات الفيدرالية الألمانية 1912

### الانتخابات في ألمانيا النازية
- مارس 1933 الانتخابات الفيدرالية الألمانية
- 10 نوفمبر 1933 الانتخابات الفيدرالية الألمانية
- الانتخابات الألمانية الحادية عشرة، 1936
- الانتخابات الألمانية الثانية عشرة، 1938

## روابط خارجية
- أرشيف انتخابات آدم كار
- الأحزاب والانتخابات
- تعقب استطلاع الرأي مع البيانات والرسم البياني والمتوسط اليومي
- أحدث نتائج الاقتراع لانتخابات الولاية والانتخابات الفيدرالية باللغة الألمانية
- ضابط العودة الاتحادي . الموقع الرسمي لضابط العودة الاتحادي .
- مجموعة من ملصقات الانتخابات الألمانية لجمهورية فايمار والجمهورية الاتحادية
- NSD: قاعدة بيانات الانتخابات الأوروبية - تنشر ألمانيا بيانات الانتخابات على المستوى الإقليمي ؛ يسمح بمقارنة نتائج الانتخابات ، 1990-2009